# 肺サーファクタントタンパク質-A
肺サーファクタントタンパク質-A（はいサーファクタントたんぱくしつエー、英語: pulmonary Surfactant Protein-A、SP-A）は、肺サーファクタント・タンパク質の1つで、リン脂質とアポタンパク質で構成されている。

## 生理作用
細気管支領域のクララ細胞や一部の気管支上皮でも分泌されるが、主にII型肺胞上皮細胞により分泌される。
SP-Aはリン脂質代謝の調節を行い、肺胞腔内のリン脂質を一定量に保つ作用および気道感染に対する自然免疫作用がある。

## 臨床検査的意義
SP-Aが肺から血中に移行する機序の詳細については不明な部分が多い。（II型肺胞上皮細胞の過形成などにより産生の亢進が起こると肺胞基底膜の障害により血液への移行が亢進するという説がある。）
血中SP-A値はII型肺胞上皮細胞の過形成や肺胞の炎症などを反映し、間質性肺炎などの疾患に対して感度が高いためこれらの疾患の診断や病勢判断に利用される。（感度 81.8%, 特異度86.6%）
また、小児科学・産科学領域では気道吸引液などを測定することにより新生児の肺の成熟度を知ることができる.

## 基準値
43.8ng/mL未満
※ 喫煙・加齢により上昇する。

## 異常値を示す疾患
間質性肺炎、放射線肺炎、過敏性肺臓炎、サイトメガロウイルス肺炎、肺胞タンパク症、塵肺、急性呼吸窮迫症候群（ARDS）、新生児呼吸窮迫症候群（IRDS）で有意に高値を示す。
低値に臨床的な意義は無い。
また、特発性間質性肺炎の認定基準の厚生労働省診断基準の第4次改訂において、血清SP-AおよびSP-D測定が診断項目として組み入れられた。